# Benjamin Lee Whorf
Benjamin Lee Whorf (24 de abril de 1897-26 de julio de 1941) fue un lingüista estadounidense.

## Trayectoria profesional
Egresado de la Universidad Yale, fue alumno de Edward Sapir, de quien tomaría la hipótesis etnolingüística para llevarla a lo que actualmente se conoce como la hipótesis de Sapir-Whorf. Esta teoría, una versión dura del relativismo lingüístico, cuestionada por muchos lingüistas y defendida por tantos otros (Lakoff, 1987; Levinson, 2003), sostiene, en palabras del propio Whorf, que

Las personas que utilizan acusadamente gramáticas diferentes se ven dirigidas por sus respectivas gramáticas hacia tipos diferentes de observación y hacia evaluaciones diferentes de actos de observación, externamente similares; por lo tanto, no son equivalentes como observadores, sino que tienen que llegar a algunos puntos de vista diferentes sobre el mundo (Whorf, Benjamin Lee, 1940, <<La lingüística como una ciencia exacta>>, en Whorf, Benjamin Lee, 1971, Lenguaje, pensamiento y realidad, Barral, Barcelona, pp. 249-262).

En otras palabras, Whorf establece la teoría de que el lenguaje que hablamos condiciona nuestro pensamiento porque el mundo real de cada uno está modelado de forma inconsciente por los hábitos lingüísticos del grupo al que pertenece. Así que el lenguaje configura nuestra experiencia del mundo.

## Obras
- The Phonetic Value of Certain Characters in Maya Writing. Millwood, N.Y.: Krauss Reprint. 1975 [1933].
- Maya Hieroglyphs: An Extract from the Annual Report of the Smithsonian Institution for 1941. Seattle: Shorey Book Store. 1970 [1942]. ISBN 0-8466-0122-2.
- Loan-words in Ancient Mexico. New Orleans: Tulane University of Louisiana. 1943.